# Надир, Мойше
Мойше Надир (идиш משה נאַדיר‎, наст. имя и фамилия Исаак Райз) (1885—1943) — еврейский писатель, поэт, переводчик, эссеист, писал на идише.
Родился в 1885 году в селе Нараев, сегодня в Тернопольской области Украины. До 12 лет Надир учился в хедере, его отец, уроженец Золочева, учил сына немецкому языку.
В 1898 году эмигрировал в США вместе с семьёй. В 1902 году впервые послал стихи и статьи в «Теглихн Херолд» («Ежедневный вестник») и с тех пор публиковался в различных газетах как под настоящим именем, так и под множеством псевдонимов. В 1915 году под псевдонимом Мойше Надир опубликовал вызвавший бурные дискуссии сборник эротической поэзии «Дикие розы».
Автор книг: «От вчера до завтра», «Под солнцем» (1926), «Сказочки с моралью» (1919). Кроме них, перу Надира принадлежат статьи и философские эссе, рецензии и пьесы. Он переводил на идиш Марка Твена, Льва Толстого и Анатоля Франса. Надир также опубликовал ряд статей на английском языке, хотя и говорил

Я не пишу по-английски потому, что я не хочу. Точнее, я пишу по-английски, когда мне не надо ничего особенного сказать. Когда же я пишу о том, что затрагивает сердце, я пишу на идиш. Я думаю на идиш и оно пишется само.

Надир был активным коммунистом и в 1926 году посетил Европу: Париж, Варшаву, Вильнюс и СССР. После заключения пакта Молотова — Риббентропа вышел из Коммунистической партии. Скончался в Нью-Йорке в 1943 году.